# کوجو (رمان)
«کوجو» (انگلیسی: Cujo) یک کتاب در ژانر وحشت روان‌شناختی اثر استیون کینگ است که در سال ۱۹۸۱ منتشر شده است.